# إرنست فرديناند نولت
ارنست نولت فرديناند (بالإنجليزية: Ernst Ferdinand Nolte)‏ (و. 1791 – 1875 م) هو عالم نبات، وأستاذ جامعي من الإمبراطورية الألمانية . ولد في هامبورغ .
توفي في كيل ، عن عمر يناهز 84 عاماً.

## التعليم
تعلم في جامعة غوتنغن

## مناصب وهيئات
أدار جامعة كيل.